# Couridjah
Couridjah es una pequeña localidad situada en la Región de Macarthur, en Nueva Gales del Sur, Australia. Según el censo llevado a cabo en el año 2006 poseía una población de 456 habitantes. La localidad era la sede de una estación del ferrocarril principal hasta que en 1919 se desvió el trazado porque era demasiado empinado, en la actualidad posee una estación de ferrocarril secundaria.